# 贾伊塔拉
贾伊塔拉（Jaithara），是印度北方邦Etah县的一个城镇。总人口10165（2001年）。

## 人口
该地2001年总人口10165人，其中男性5444人，女性4721人；0—6岁人口1866人，其中男1050人，女816人；识字率60.62%，其中男性为67.54%，女性为52.64%。